# Hiromi Taniguchi
Hiromi Taniguchi (谷口 浩美?, Taniguchi Hiromi; Nangō, 5 aprile 1960) è un ex maratoneta giapponese, che vinse la medaglia d'oro ai Mondiali di Tokyo 1991.

## Biografia
Primo sul traguardo della maratona di Londra del 1987, ha partecipato a due Olimpiadi, piazzandosi 8º a Barcellona 1992 e 19º ad Atlanta 1996.
In carriera, oltre al titolo mondiale del 1991, ha vinto due volte la maratona di Tokyo (1987 e 1989) ed una maratona di Rotterdam (1990).

## Palmarès
| Anno | Manifestazione  | Sede       | Evento   | Risultato | Prestazione | Note |
| ---- | --------------- | ---------- | -------- | --------- | ----------- | ---- |
| 1986 | Giochi asiatici | Seul       | Maratona | Argento   | 2h10'08     |      |
| 1991 | Mondiali        | Tokyo      | Maratona | Oro       | 2h14'57     |      |
| 1992 | Giochi olimpici | Barcellona | Maratona | 8º        | 2h14'42     |      |
| 1996 | Giochi olimpici | Atlanta    | Maratona | 19º       | 2h17'26     |      |

## Altre competizioni internazionali
1985
- 7º alla Maratona di Tokyo ( Tokyo) - 2h11'42"
- Argento alla Maratona di Fukuoka ( Fukuoka) - 2h10'01"

1987
- Oro alla Maratona di Londra ( Londra) - 2h09'50"
- Oro alla Maratona di Tokyo ( Tokyo) - 2h10'06"
- 6º alla Maratona di Fukuoka ( Fukuoka) - 2h12'14"

1988
- 9º alla Maratona di Tokyo ( Tokyo) - 2h13'16"
- Argento alla Maratona di Pechino ( Pechino) - 2h07'40"

1989
- Oro alla Maratona di Tokyo ( Tokyo) - 2h09'34"
- Oro alla Maratona di Sapporo ( Sapporo) - 2h13'16"

1990
- Oro alla Maratona di Rotterdam ( Rotterdam) - 2h10'56"

1991
- 9º alla Maratona di Tokyo ( Tokyo) - 2h11'55"

1993
- 4º alla Maratona di Boston ( Boston) - 2h11'02"
- 38º alla Maratona di Fukuoka ( Fukuoka) - 2h22'28"

1994
- 4º alla Maratona di Rotterdam ( Rotterdam) - 2h10'46"

1995
- 7º alla Maratona di Fukuoka ( Fukuoka) - 2h10'42"

1997
- 4º alla Maratona di Tokyo ( Tokyo) - 2h11'26"
- 8º alla Maratona di Honolulu ( Honolulu) - 2h19'27"

1998
- 8º alla Maratona di San Diego ( San Diego) - 2h17'12"
- 20º alla Maratona di Sydney ( Sydney) - 2h27'21"
- Argento alla Las Vegas Half Marathon ( Las Vegas) - 1h02'54"
- Oro alla Mezza maratona di San Diego ( San Diego) - 1h08'21"

1999
- 10º alla Maratona di Sapporo ( Sapporo) - 2h20'13"
- 14º alla Maratona di Nagano ( Nagano) - 2h22'08"
- 45º alla Tokyo Half Marathon ( Tokyo) - 1h06'04"
- Oro alla Fukuoka Half Marathon ( Fukuoka) - 1h06'16"

2000
- 12º alla Maratona di Seul ( Seul) - 2h18'28"
- 17º alla Maratona di Sydney ( Sydney) - 2h25'08"
- 10º alla Osaka Half Marathon ( Osaka) - 1h07'29"